# Hephaestioides cyanipennis
Hephaestioides cyanipennis är en skalbaggsart som beskrevs av Dmytro Zajciw 1961. Hephaestioides cyanipennis ingår i släktet Hephaestioides och familjen långhorningar. Inga underarter finns listade i Catalogue of Life.